# Parafia św. Jozafata w Gęsi
Parafia św. Jozafata w Gęsi – parafia rzymskokatolicka w Gęsi
Parafia erygowana w 1919 roku. Obecny kościół został wybudowany w latach 1912–1913, a konsekrowany w 1951 roku przez biskupa Ignacego Świrskiego.
Parafia obejmuje wiernych z miejscowości: Dawidy, Gęś, Łubno oraz Rudzieniec.

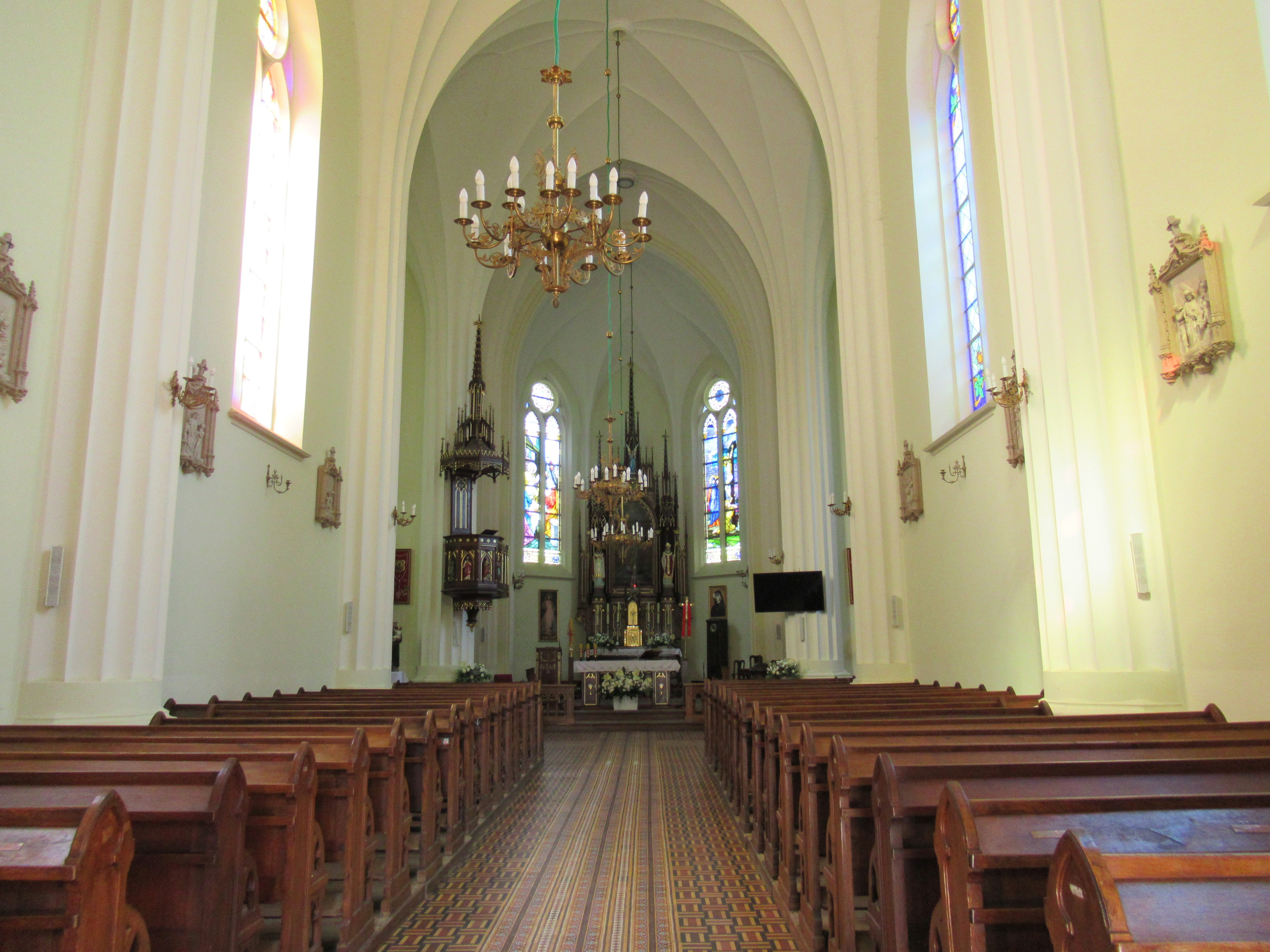
Wnętrze kościoła.